# Östanberg
Östanberg var ett torp under Bergaholm i Salems socken i Stockholms län.
Östanberg fanns redan 1710, då pesten drabbade Salem. Prästen noterade att det dog tre personer i torpet: en fattig kvinna, en dräng och en gosse.
Vid 1900-talets början fanns det två mindre bostadshus vid Östanberg. I ett av husen bodde Maria Andersson, eller Kusk-Maja som hon också kallades. Hennes man hade varit kusk på Bergaholms gård. I en ålder av 81 år, 1918, dog Maria Andersson. Därefter tycks det inte ha bott några fastboende i torpbyggnaderna. Byggnaderna försvann omkring 1930.
Salems hembygdsförening har satt upp en torpskylt som markerar läget för torpet.